# Program Sputnik

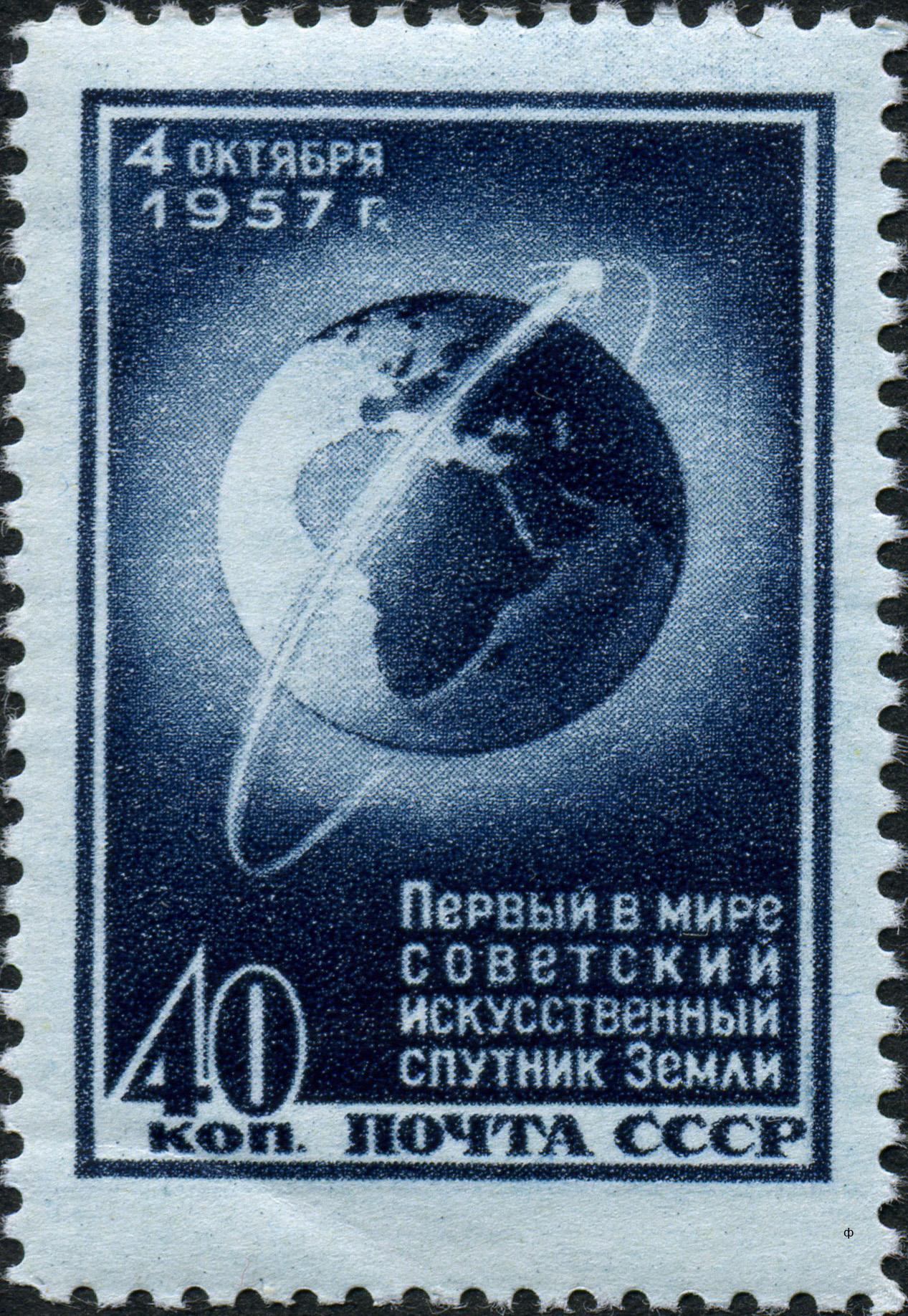
Poštovní známka vyzobrazující Sputnik 1.

Sputnik (rusky Спутник; "souputník, satelit") je pojmenování řady kosmických družic, vypouštěných Sovětským svazem od konce 50. let 20. století k Mezinárodnímu geofyzikálnímu roku.

## Sputnik 1-3
Samotné jméno Sputnik se používá pro první z nich, Sputnik 1, který odstartoval prestižní závody mezi SSSR a USA v dobývání vesmíru. Zkonstruovala jej kancelář Sergeje Koroljova a 4. října 1957 se stal první umělou družicí Země.
Sputnik 2, který byl vypuštěn 3. listopadu 1957, s sebou vezl první živé zvíře - psa Lajku. Mise byla bez návratu, takže lze psa Lajku označit za první známou oběť letů do vesmíru.
Vypouštěny byly z sovětského kosmodromu Bajkonur s pomocí stejnojmenné rakety Sputnik, která vznikla úpravou dvoustupňové vojenské balistické rakety R-7.

## Sputniky 4 - 25
Sovětský program Sputnik zahrnuje pouze 3 družice tohoto jména. Další čísla jsou přiřazena řadě Vostoků, Voschodů, Veněr, Kosmosů a jiných tříd sovětských vesmírných lodí, které tak nazvali Američané, ačkoliv se žádné z nich v Sovětském svazu Sputniky nenazývaly.

## Přehled Sputniků
| Datum vzletu       | Oficiální jméno   | Pojmenováno na západě | Poznámka                                                                                        |
| ------------------ | ----------------- | --------------------- | ----------------------------------------------------------------------------------------------- |
| 4. října 1957      | Sputnik 1         | Sputnik 1             | První umělá družice.                                                                            |
| 3. listopadu 1957  | Sputnik 2         | Sputnik 2             | Let psa Lajky. Hmotnost 500 kg.                                                                 |
| 15. května 1958    | Sputnik 3         | Sputnik 3             | Geofyzikální experiment pro studium magnetosféry. Hmotnost 1 327 kg.                            |
| 15. května 1960    | Korabl-Sputnik 1  | Sputnik 4             | Prototyp nosné rakety Vostok, která byla později použita pro vynesení prvního kosmonauta.       |
| 19. srpna 1960     | Korabl-Sputnik 2  | Sputnik 5             | Dva psi na palubě: Strelka a Bělka. Návrat do atmosféry 20/21. 5. Druhý prototyp rakety Vostok. |
| 1. prosince 1960   | Korabl-Sputnik 3  | Sputnik 6             | Neúspěšný testovací let lodi Vostok. Na palubě dva psi Pčelka a Muška.                          |
| 4. února 1961      | Tyazhely Sputnik  | Sputnik 7             | Neúspěšný pokus o sondu k Venuši.                                                               |
| 12. února 1961     | Venera 1          | Sputnik 8             | Startovací plošina pro sondu Veněra 1.                                                          |
| 9. března 1961     | Korabl-Sputnik 4  | Sputnik 9             | Testovací let lodi Vostok. Na palubě byl pes Černuška.                                          |
| 25. března 1961    | Korabl-Sputnik 5  | Sputnik 10            | Poslední test kosmické lodi Vostok s figurínou kosmonauta 18 dní před startem Jurije Gagarina.  |
| 16. března 1962    | Kosmos 1          | Sputnik 11            | První sonda z programu Kosmos                                                                   |
| 6. dubna 1962      | Kosmos 2          | Sputnik 12            |                                                                                                 |
| 24. dubna 1962     | Kosmos 3          | Sputnik 13            |                                                                                                 |
| 26. dubna 1962     | Kosmos 4          | Sputnik 14            |                                                                                                 |
| 28. května 1962    | Kosmos 5          | Sputnik 15            |                                                                                                 |
| 30. července 1962  | Kosmos 6          | Sputnik 16            |                                                                                                 |
| 28. července 1962  | Kosmos 7          | Sputnik 17            |                                                                                                 |
| 18. srpna 1962     | Kosmos 8          | Sputnik 18            |                                                                                                 |
| 25. srpna 1962     | Venera 2MV-1 No.1 | Sputnik 19            | Neúspěšný pokus o vyslání sondy na Venuši.                                                      |
| 1. září 1962       | Venera 2MV-1 No.2 | Sputnik 20            | Neúspěšný pokus o vyslání sondy na Venuši.                                                      |
| 12. září 1962      | Venera 2MV-2 No.1 | Sputnik 21            | Neúspěšný pokus o vyslání sondy na Venuši.                                                      |
| 24. října 1962     | Mars 2MV-4 No.1   | Sputnik 22            | Neúspěšný pokus o vyslání družice na Mars.                                                      |
| 1. listopadu 1962  | Mars 1            | Sputnik 23            | První sonda z programu Mars                                                                     |
| 4. listopadu 1962  | Mars 2MV-3 No.1   | Sputnik 24            | Neúspěšný pokus o vyslání sondy na Mars.                                                        |
| 4. ledna 1963      | Luna E-6 No.2     | Sputnik 25            | Neúspěšný pokus o vyslání sondy na Měsíc.                                                       |
| 3. listopadu 1997  | Sputnik 40        | Sputnik 40            | Model Sputniku 1 ke 40. výročí startu.                                                          |
| 10. listopadu 1998 | Sputnik 41        | Sputnik 41            | Model Sputniku 1 ke 41. výročí startu.                                                          |